# Dis med duerne
Dis med duerne er en dansk dokumentarfilm fra 1986, der blev sendt på DR. Den omhandler Shu-bi-dua og bandmedlemmerne Michael Hardinger, Kim Daugaard, Claus Asmussen, Paul Callaby, Willy Pedersen og Jørgen Thorup efter Michael Bundesen havde forladt gruppen i 1984. I programmet blev der bl.a. lavet en musikvideo til "Den smukkeste i verden" fra Shu-bi-dua 11 (1985).